# فيل اولسن (لاعب كرة قدم أمريكية)
فيل اولسن (بالإنجليزية: Phil Olsen) هو لاعب كرة قدم أمريكية أمريكي، ولد في 26 أبريل 1948 في لوغان في الولايات المتحدة.

## وصلات خارجية
- فيل اولسن على موقع مرجع كرة القدم المحترفة.كوم (الإنجليزية)